# Georg Beis
Georg Beis (* 13. September 1923 in Bad Heilbrunn; † 5. Oktober 2022 in Augsburg) war ein deutscher römisch-katholischer Geistlicher und Domdekan. In der Zeit der Sedisvakanz zwischen Erzbischof Josef Stimpfle und Bischof Viktor Josef Dammertz OSB amtierte er als Diözesanadministrator der Diözese Augsburg.

## Leben
Beis wuchs gemeinsam mit seinen drei Geschwistern in Bad Heilbrunn auf. Die allgemeine Hochschulreife erlangte er 1942 und anschließend wurde er zur Wehrmacht eingezogen. Nach dem Krieg widmete sich Beis dem Studium der Katholischen Theologie und schloss dieses am 21. Mai 1950 gemeinsam mit dem späteren Weihbischof und Dompropst Max Ziegelbauer mit der Priesterweihe ab. Nach Seelsorgejahren als Kaplan in Gersthofen und Stadtprediger in Günzburg wurde er 1958 Pfarrer in Unterthingau und 1961 in Göggingen. 1968 wurde er zum Dompfarrer und Stadtdekan in Augsburg berufen. 1970 erfolgte die Aufschwörung zum Domkapitular. 1985 wurde er zum Domdekan ernannt.
In der Zeit der Sedisvakanz zwischen Bischof Josef Stimpfle und Bischof Viktor Josef Dammertz OSB leitete er vom 1. April 1992 bis zum 31. Januar 1993 das Bistum Augsburg als Diözesanadministrator. Papst Johannes Paul II. ernannte ihn am 25. Mai 1983 zum Päpstlichen Ehrenprälaten. Am 22. Juli 1993 erhielt er den selten verliehenen Titel Apostolischer Protonotar. 1993 emeritierte Beis. Er wohnte und wirkte als Ruhestands-Seelsorger in der Pfarrei St. Ulrich und Afra in Augsburg. Jahrelang feierte er bis ins 93. Lebensjahr jeden Sonntagvormittag die Heilige Messe in der Kirche St. Margaret in der Augsburger Innenstadt. Seine Verbundenheit zu den Beschlüssen des II. Vatikanischen Konzils wurde in seinen Predigten und Gedanken während der Messfeiern deutlich.
Beis lebte zuletzt im Sparkassenaltenheim in Augsburg und verstarb am 5. Oktober 2022 im Alter von 99 Jahren.

## Ehrungen
Am 16. November 1993 erhielt er das Bundesverdienstkreuz am Bande. Darüber hinaus trägt das 2020 eröffnete Georg-Beis-Wohnhaus für obdachlose Männer in Lechhausen seinen Namen.